# František Babušek
František Babušek (5. listopadu 1905 Bratislava – 13. října 1954 tamtéž) byl slovenský dirigent a hudební skladatel.

## Život
Narodil 5. listopadu roku 1905. Po absolvování základní školy zpíval v různých bratislavských pěveckých sdruženích a studoval na Hudební a dramatické akademii hru na kontrabas. Od roku 1929 byl členem Orchestru bratislavského rozhlasu. V roce 1931 odešel do Prahy, hrál na tubu a kontrabas v Symfonickém orchestru pražského rozhlasu a studoval na Pražské konzervatoři skladbu u Josefa Suka a dirigování u Pavla Dědečka. Po smrti Josefa Suka pokračoval ve studiu skladby na Mistrovské škole u Vítězslava Nováka a ukončil jej u Jaroslava Křičky v roce 1938.
Vrátil se do Bratislavy a v letech 1939–1952 působil jako dirigent Orchestru bratislavského rozhlasu, od roku 1942 i jako jeho šéf. Po roce 1952 pro nemoc ukončil aktivní dirigentskou činnost. Zemřel po dlouhé nemoci v Bratislavě 13. října 1954, ve věku nedožitých 49 let.

## Dílo

### Orchestrální skladby
- Radostná nálada. Scherzo
- Svadobná polonéza
- Passacaglia (Rondo pro varhany a orchestr) op. 4 (1938)
- Chanson triste op. 2b (1948)
- Malá predohra op. 1c (1948)
- Mesiac nad riekou op. 10 (scénická hudba, 1948)
- Poľský tanec op. 2a (1948)
- Prelúdium op. 5 (1948)
- Slovenská veselica op. 14 (1948)
- Valse triste op. 1d (1948)
- Dance amoureuse op. 11 (scénická hudba pro rozhlas, 1948)
- Malá uspávanka op. 18 (1950)
- Koncert pre klavír a orchester d-mol op. 25 (1950)
- Pieseň života op. 28 (kantáta pre recitátora, miešaný zbor a veľký orchester, 1951)
- Buď sláva národu op. 27 (1952)
- Bunkošový tanec op. 18 (1953)
- Krakoviak (1954)
- Ľúbostný tanec (1954)

### Komorní hudba
- Prelúdium op. 8 (1948)
- Noneto op. 6 (1940)

### Úpravy folklóru
- Slovenská zem op. 3 (mužský sbor)
- Slovenské spevy op. 7
- Slovenská mládež spieva op. 12
- Slovenská rodina spieva op. 13
- Venček východoslovenských piesní op. 29 pre detský zbor a veľký orchester

### Filmová hudba
- Slovenská rapsódia op. 9 (1930)
- Slovenský tanec op. 1b (1948)
- Serenáda op. 1a (1948)